# Heimat 3
Pour les articles homonymes, voir Heimat (homonymie).
Heimat 3 – Chronique d'un tournant historique (en allemand : Heimat 3 – Chronik einer Zeitenwende) est la troisième partie de la trilogie Heimat d'Edgar Reitz. Le film a été tourné en 2002 et 2003. La mini-série se compose de six épisodes.

## Synopsis
Cette partie de la trilogie se déroule dans le Hunsrück avec les personnages des deux premières parties Heimat – Eine deutsche Chronik et Die zweite Heimat – Chronik einer Jugend. L'événement structurant est la chute du mur de Berlin en 1989 et les liens sociaux tissés dans les années 1990. L'action se termine au changement de siècle.

## Lieu de tournage

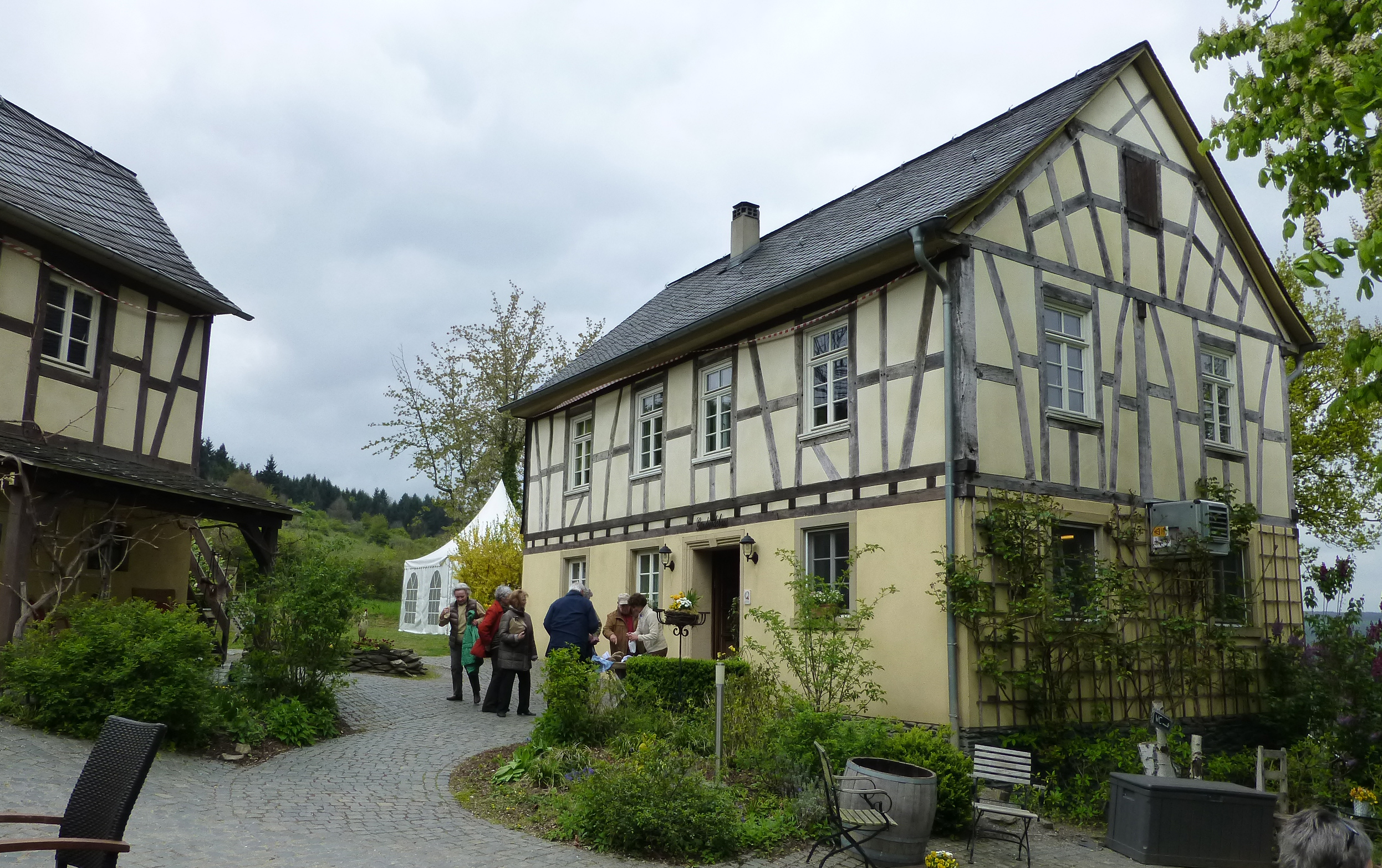
Günderodehaus, lieu de tournage à Oberwesel. Maison reconstituée.

Les principaux lieux de tournage ont été Oberwesel, Riesweiler, Woppenroth, Sargenroth, Gehlweiler, Simmern, Francfort-sur-le-Main, Wiesbaden, Mayence, Berlin, Leipzig, Dresde et Amsterdam.
Le principal lieu où se déroule l'action est la prétendue maison de la poétesse allemande Karoline von Günderrode à Oberwesel. À Berlin, des scènes ont été tournées entre autres dans la Gneiststraße en juin 2002.

## Les six épisodes
- 1 : Das glücklichste Volk der Welt (Le peuple le plus heureux du monde) (1989), 105'
- 2 : Die Weltmeister (Les champions du monde) (1990),100'
- 3 : Die Russen kommen (Les russes arrivent) (1992-1993), 125'
- 4 : Allen geht's gut (Tous vont bien)  (1995), 132'
- 5 : Die Erben (Les héritiers) (1997), 103'
- 6 : Abschied von Schabbach (Adieu à Schabbach) (1999-2000), 105'

## Récompense
- En 2005 le film a été nommé pour le prix Adolf Grimme.

## Sources
1. ↑  Aushang in der Gneiststraße (Edgar-Reitz-Filmproduktion, 25.6.2002)